# Schusterstraße (Schwerin)

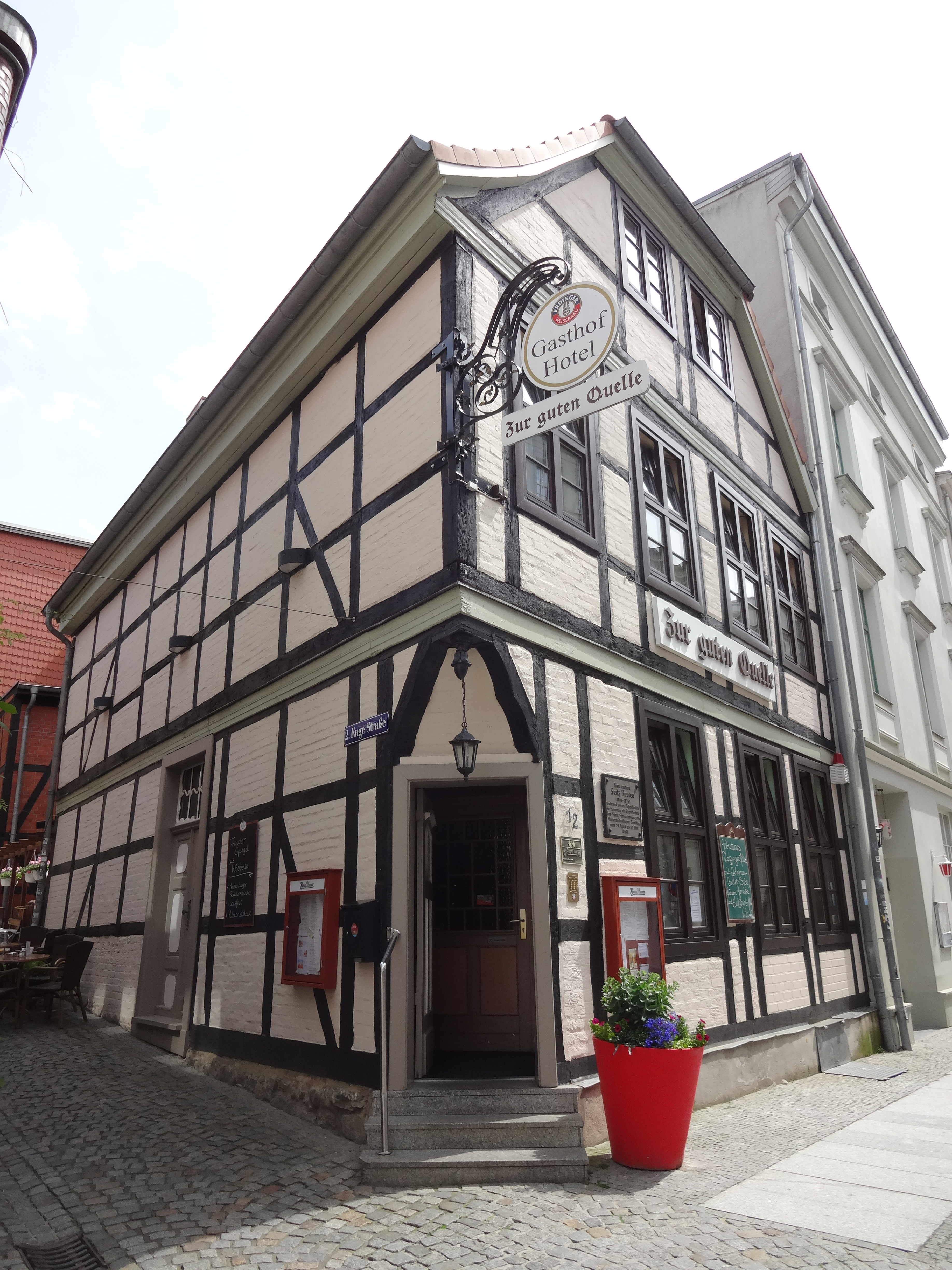
Nr. 12

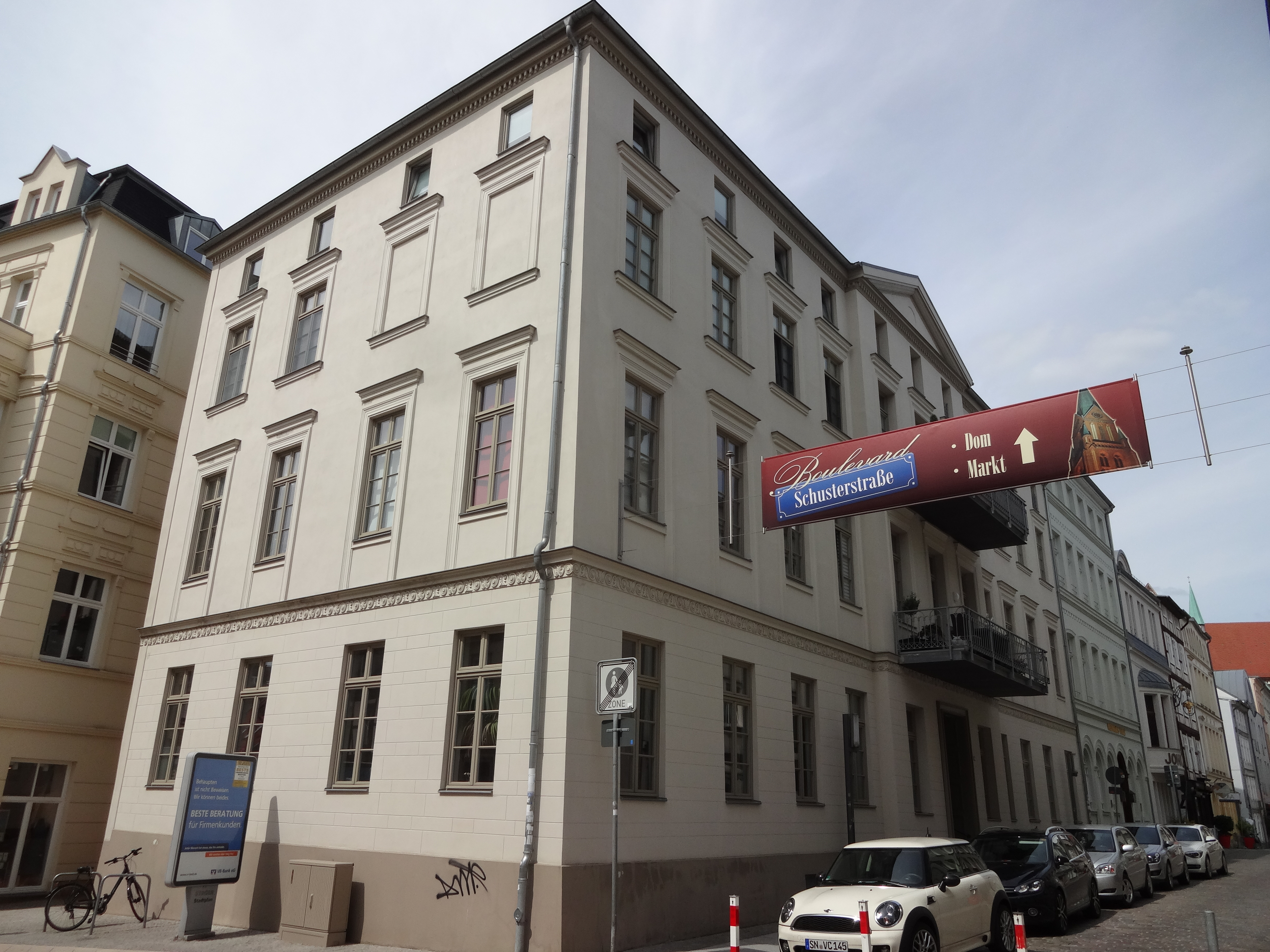
Nr. 9 bis 17 (vorne)

Die Schusterstraße ist eine Einkaufsstraße und Fußgängerzone in Schwerin. Sie führt in Nord-Süd-Richtung vom Markt bis zur Schloßstraße in der Altstadt.

## Nebenstraßen
Die Straße sowie die Neben- und Anschlussstraßen wurden benannt als Schusterstraße nach dem Beruf, Am Markt, 1. und 2. Enge Straße nach der Enge der Gassen und Schloßstraße nach dem Schloss (früher Burgstraße).

## Geschichte

### Entwicklung

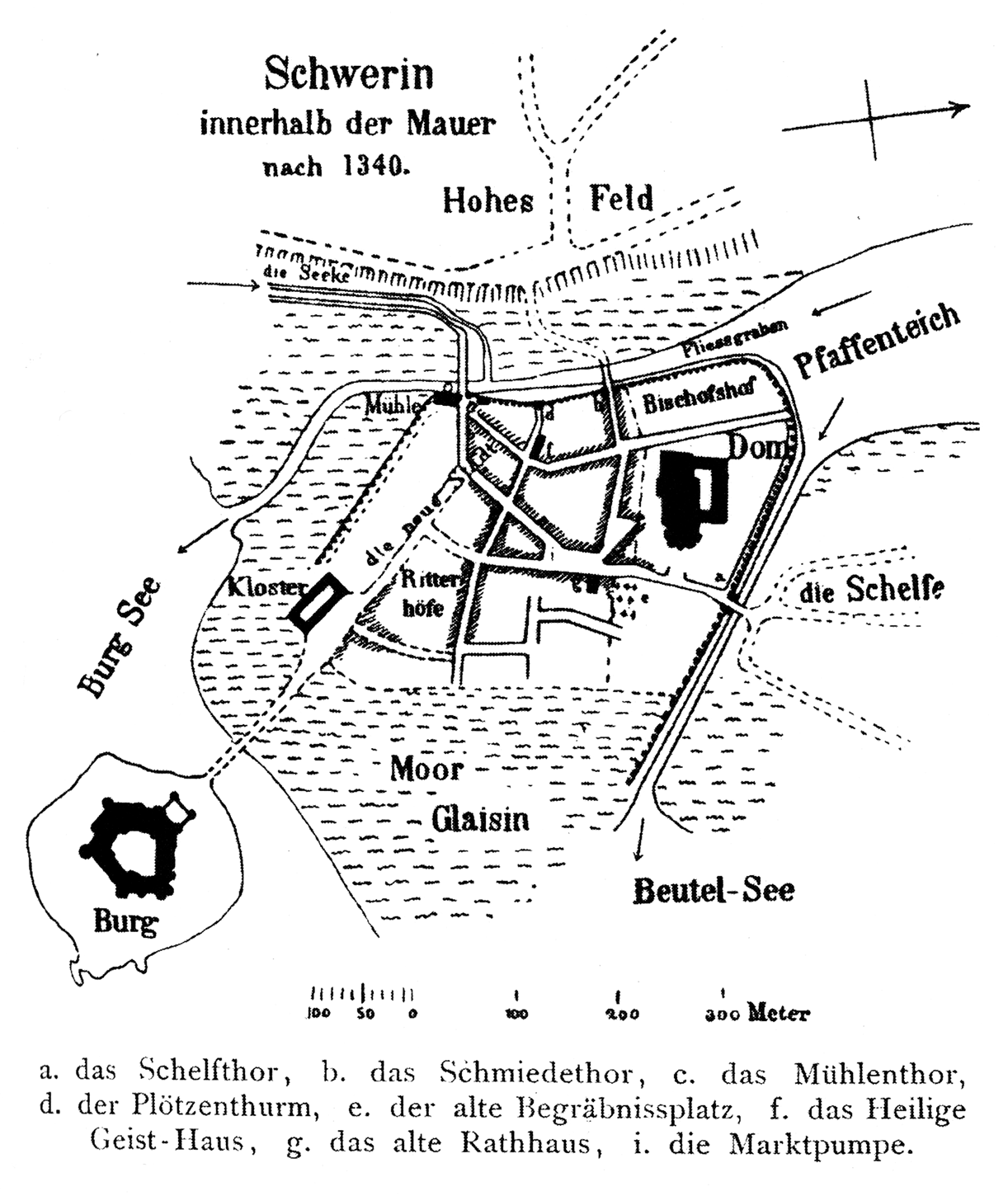
Schwerin nach 1340

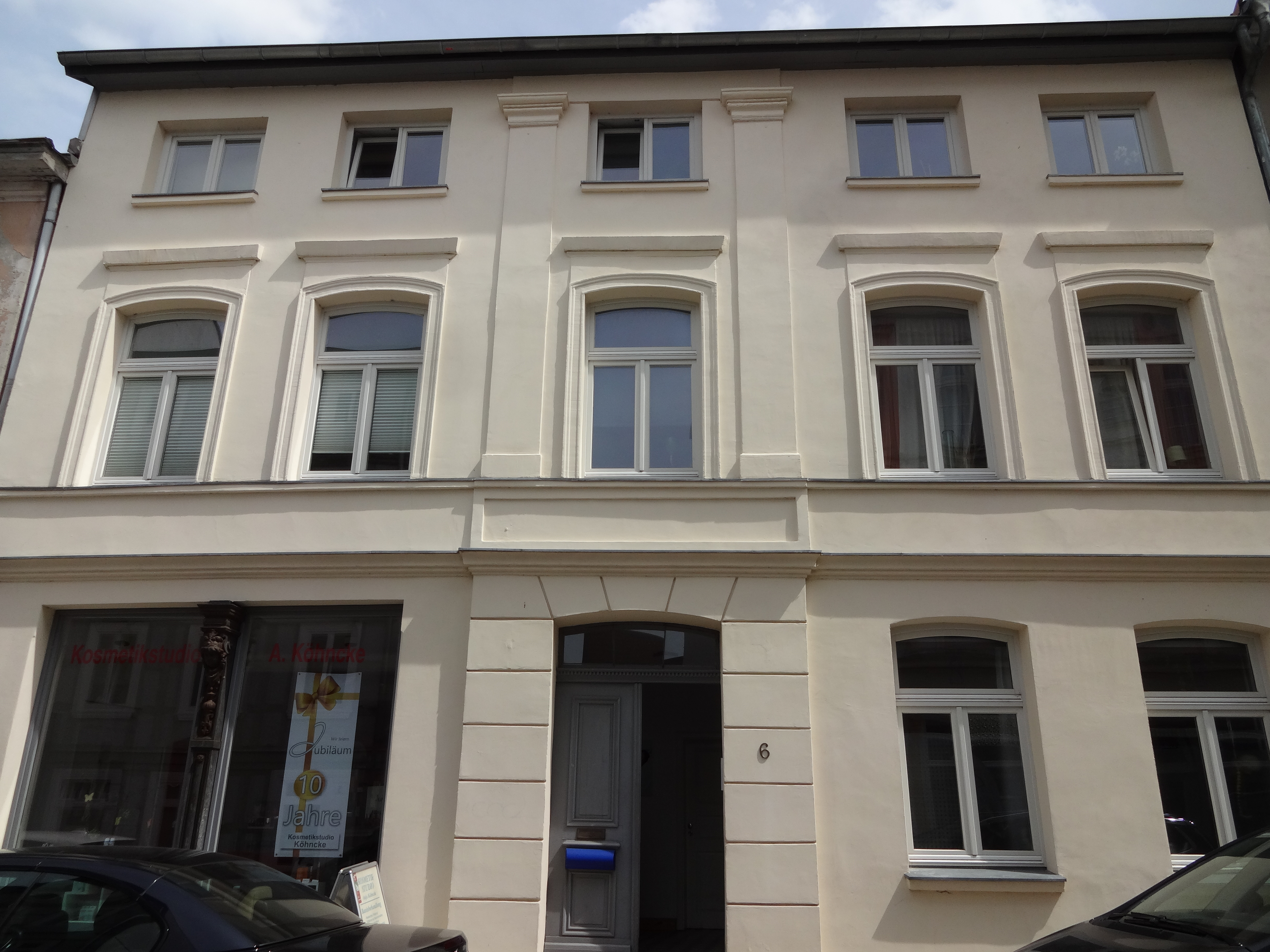
Nr. 6

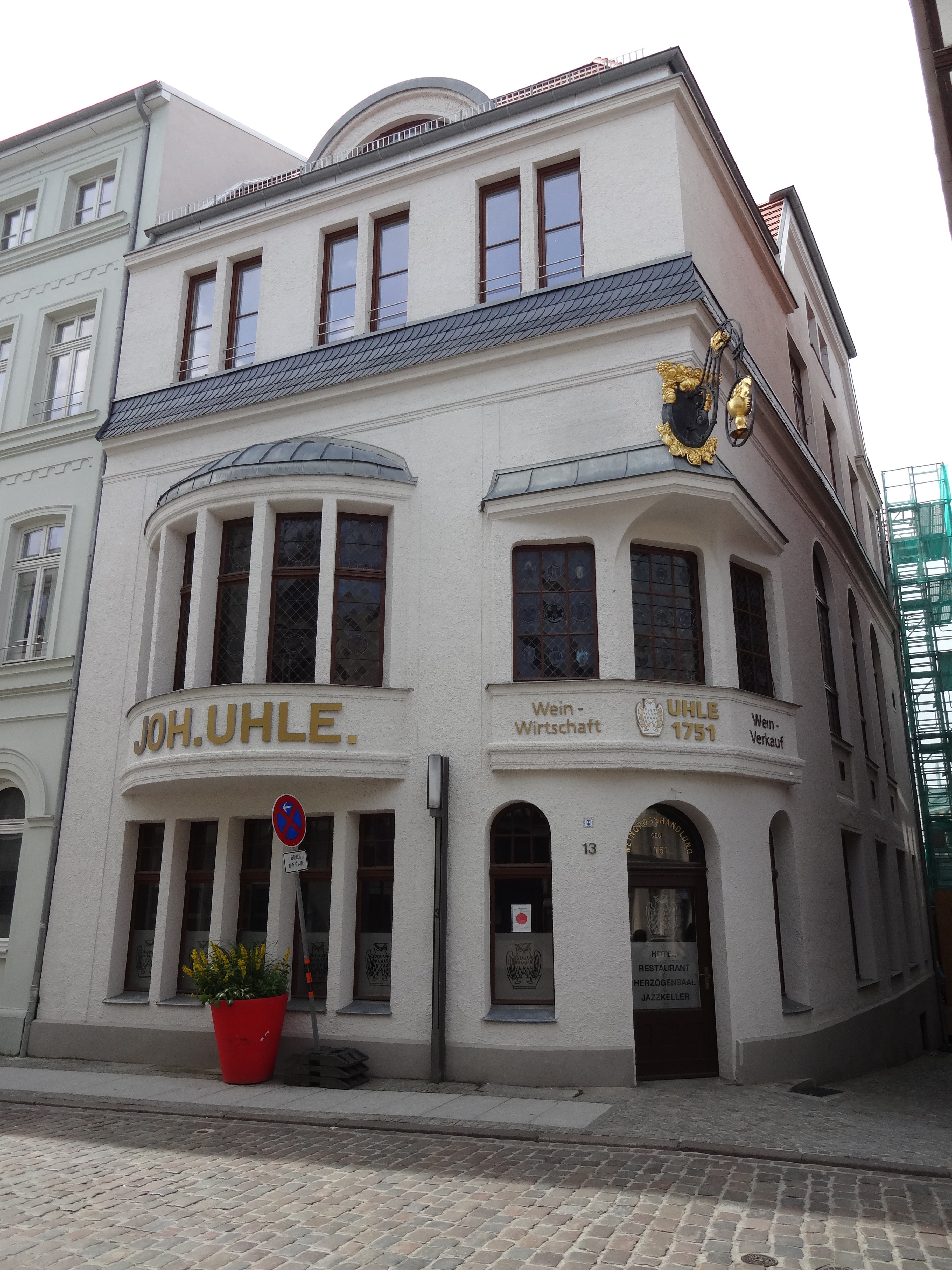
Nr. 13: Weinhaus Uhle

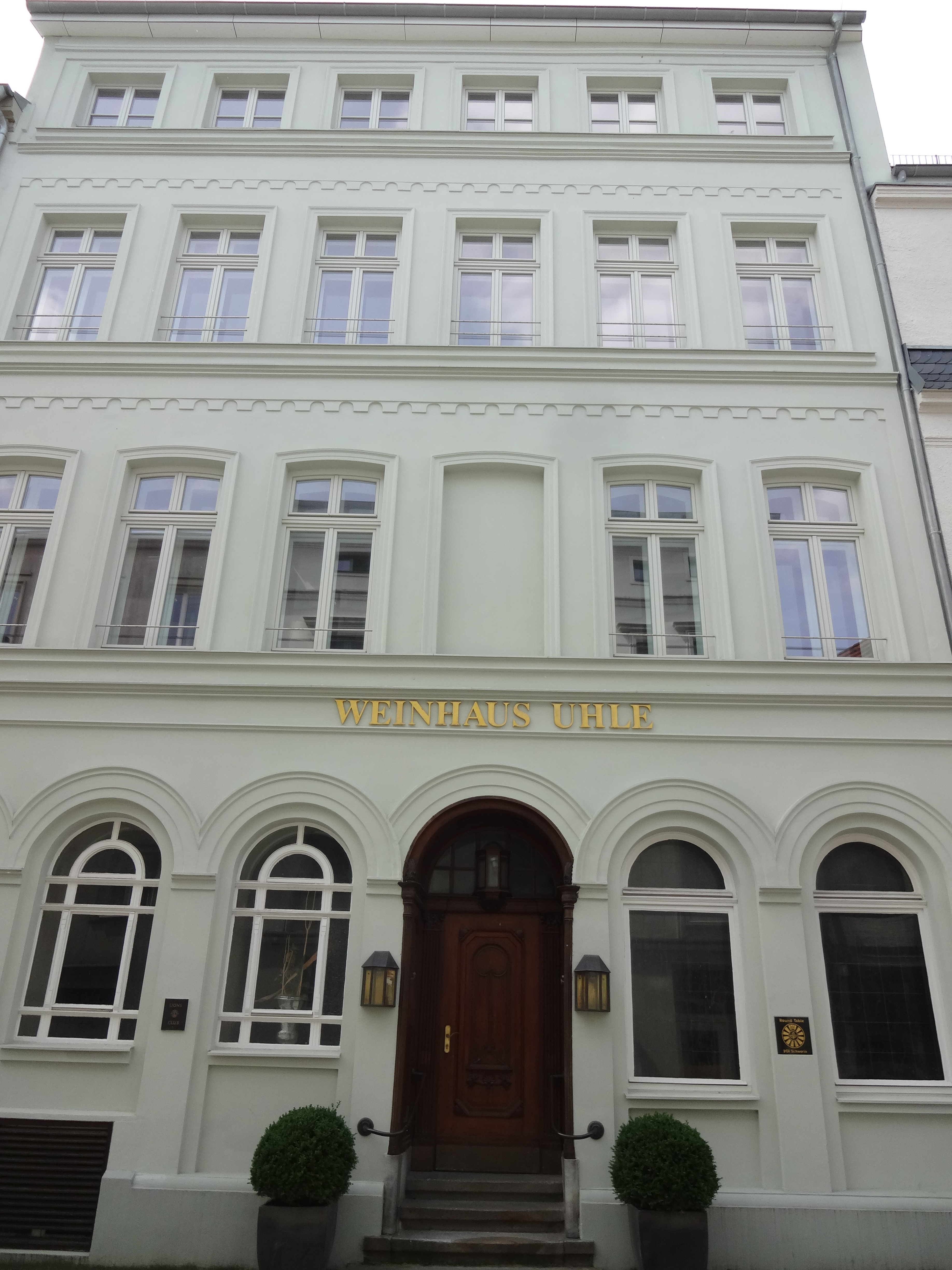
Nr. 15

Nach der Stadtgründung Schwerins von 1160 entstand eine neue Burg und ein kleines Netz von mittelalterlichen Gassen, die in etwa dem heutigen Straßenverläufen folgten. Als sich am Ende des 19. Jahrhunderts die heutige Mecklenburgstraße bis zur Schloßstraße entwickelte, gewann auch diese Straße an Bedeutung.
Im Rahmen der Städtebauförderung wurde das Gebiet der Altstadt Sanierungsgebiet; Mitte bis Ende der 1990er Jahre erfolgte die Sanierung der Straße als Fußgängerzone und die Sanierung vieler Häuser.
Verkehrlich wird die die Straße am Marienplatz von den Straßenbahnlinien 1, 2 und 4 sowie den Buslinien 5, 7, 10, 12, 14 und 19 der Nahverkehr Schwerin GmbH (NVS) erschlossen.

## Gebäude, Anlagen (Auswahl)
An der Straße stehen zumeist drei- bis viergeschossige Gebäude. Die mit (D) gekennzeichneten Häuser stehen unter Denkmalschutz.
- Am Markt Nr. 4: 4-gesch. Wohn- und Geschäftshaus
- Am Markt Nr. 5: 4-gesch. neueres Wohn- und Geschäftshaus
- Am Markt Nr. 6: 4-gesch. Wohn- und Geschäftshaus mit Mezzaningeschoss
- Nr. 2: 3-gesch. Wohn- und Geschäftshaus, ehem. 1927–1934 Hotel Zur Traube
- Nr. 3: 4-gesch. Wohn- und Geschäftshaus (Keller: D) mit Praxisräumen, filmbüro mv  und Journalistenverband DJV
- Nr. 5: 4-gesch. Wohn- und Geschäftshaus, ehem. 1912 bis um 1941 Hotel Fürst Bisnarck
- 1. Enge Straße: 4-gesch. Wohn- und Geschäftshaus mit Fachwerkfassade
- Nr. 6: 3-gesch. klassizistisches Wohn- und Geschäftshaus mit Hofgebäude (D)
- Nr. 9: 3-gesch. Wohn- und Geschäftshaus
- Nr. 12: 2-gesch. Fachwerkhaus Schusterstraße 12  vom Anfang des 19. Jh. mit Gedenktafel für Fritz Reuter (D), heute Restaurant und Hotel
- Nr. 13 / 1. Enge Straße 8: 3-gesch. Gebäude (D), heute Restaurant Weinhaus Uhle mit Bistro und historischem Saal im 1. OG
- Nr. 17: 4-gesch. 11-achsiges Hotel mit Mittelrisalit und störenden Balkonen (D), ehem. Wohnhaus

### Denkmale, Gedenken
- Gedenktafel Fritz Reuter, der 1848 in der Schusterstraße 12 wohnte als Deputierter von Stavenhagen für den außerordentlichen Landtag.

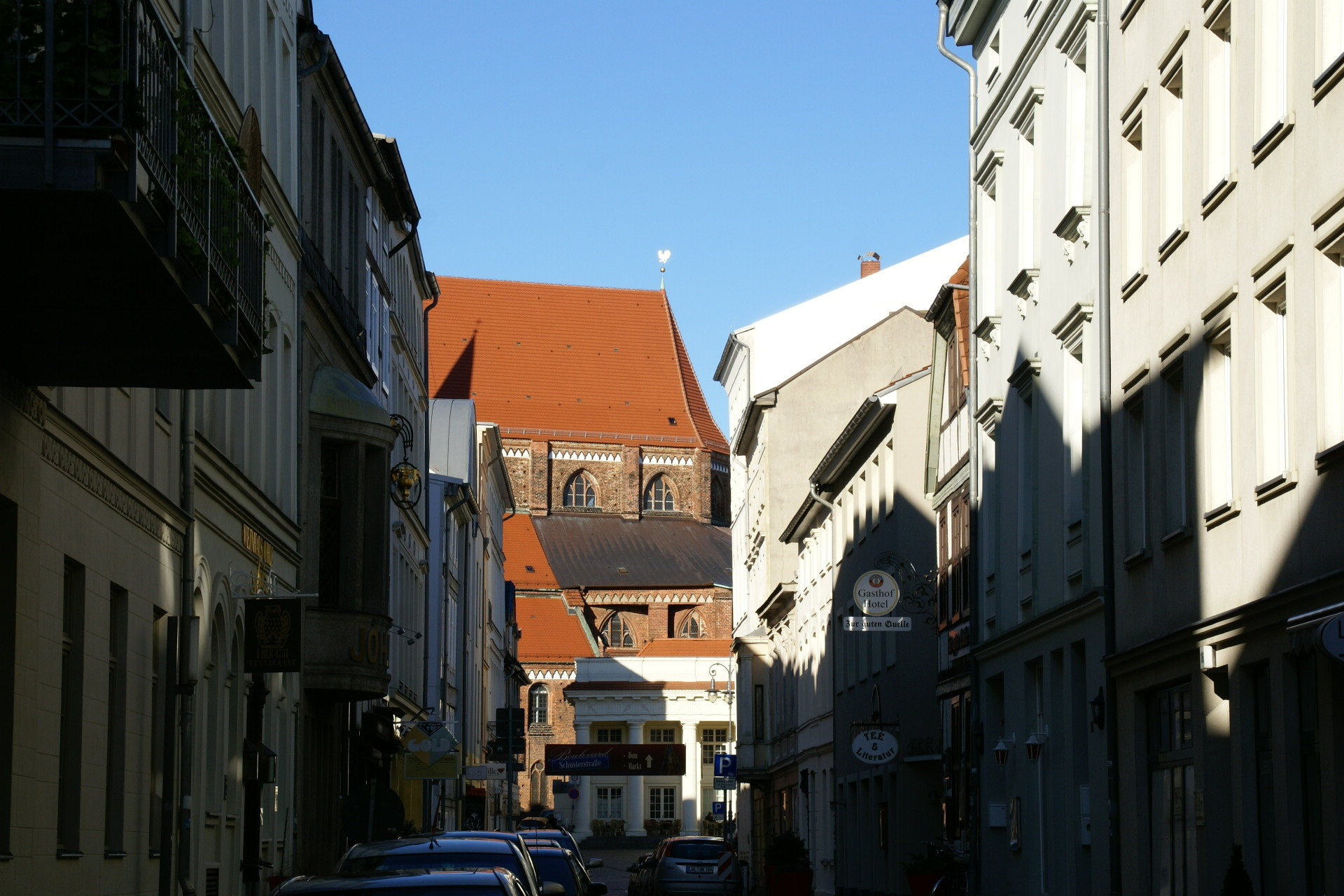
Blick zum Dom
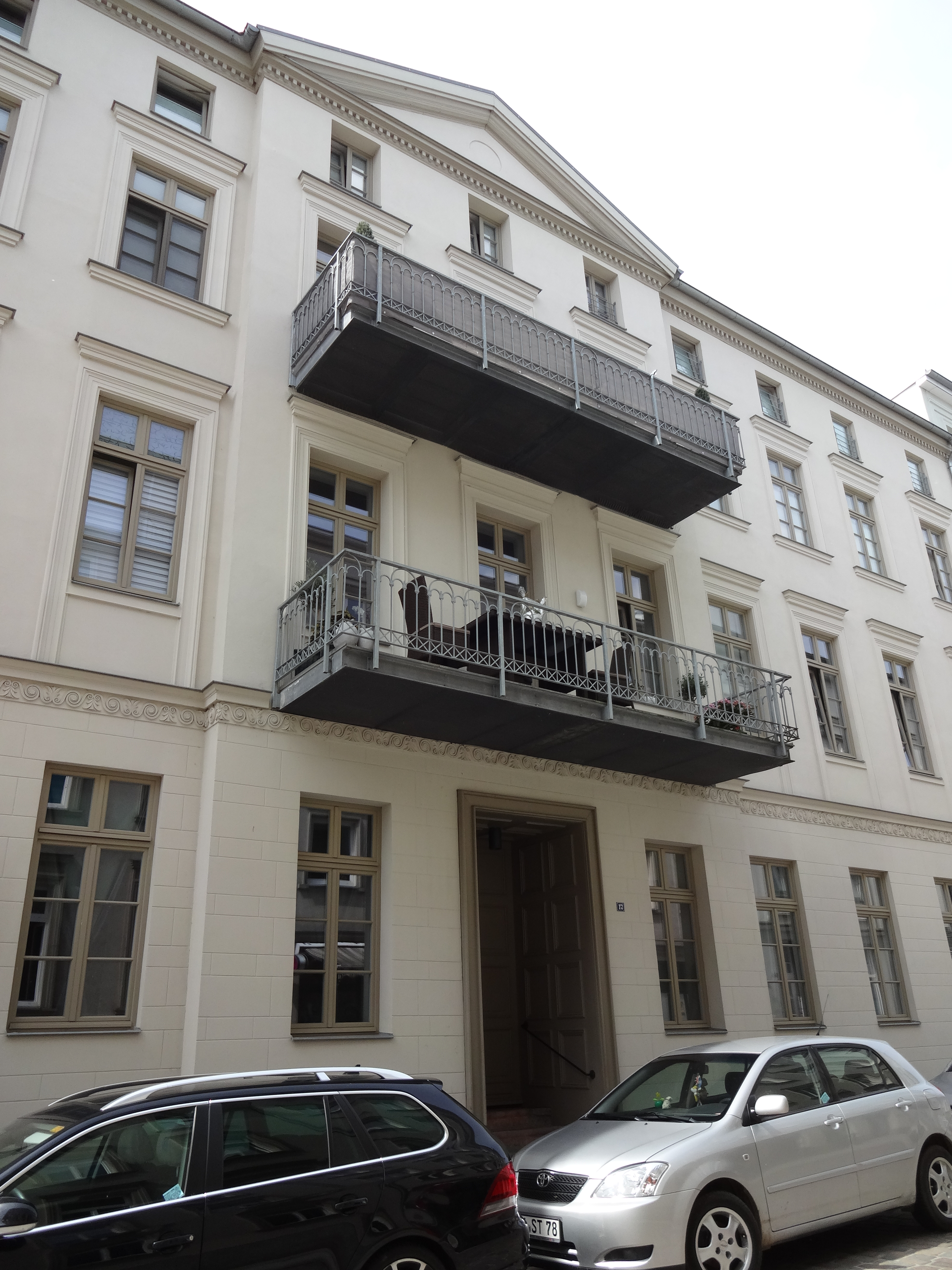
Nr. 17